# Тренч (Словаччина)
Тренч (словац. Trenč) — село, громада округу Лученець, Банськобистрицький край, центральна Словаччина, регіон Новоград. Кадастрова площа громади — 17,56 км².
Населення 535 осіб (станом на 31 грудня 2017 року).

## Історія
Тренч згадується в 1327 році.

## Населення
| Рік:            | 1994. | 2004.    | 2014.    | 2024.    |
| --------------- | ----- | -------- | -------- | -------- |
| Кількість осіб: | 291   | 389      | 473      | 538      |
| Різниця:        |       | +33,67 % | +21,59 % | +13,74 % |

| Рік:            | 2023. | 2024.   |
| --------------- | ----- | ------- |
| Кількість осіб: | 540   | 538     |
| Різниця:        |       | -0,37 % |